# Amt Plau-Land

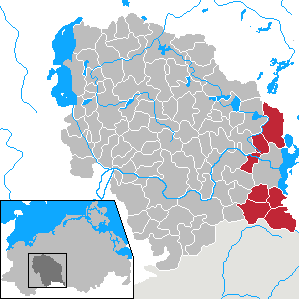
Amt Plau-Land im Landkreis Parchim

Im Amt Plau-Land in Mecklenburg-Vorpommern waren seit dem 28. März 1992 die sieben Gemeinden Barkow, Ganzlin, Gnevsdorf, Karow, Plauerhagen, Retzow und Wendisch Priborn im Landkreis Lübz bzw. seit 1994 im Landkreis Parchim zur Erledigung ihrer Verwaltungsgeschäfte zusammengeschlossen. Der Sitz der Amtsverwaltung befand sich in der nicht amtsangehörigen Stadt Plau am See.
Am 13. Juni 2004 schlossen sich die Gemeinden Barkow und Plauerhagen zur Gemeinde Barkhagen und die Gemeinden Gnevsdorf und Retzow zur Gemeinde Buchberg zusammen. Am 1. Juli 2004 fusionierte das Amt Plau-Land mit der vormals amtsfreien Stadt Plau am See zum neuen Amt Plau am See.